# Aladár Kovácsi
Aladár Kovácsi, född 11 december 1932 i Budapest, död 8 april 2010 i Budapest, var en ungersk femkampare.
Kovácsi blev olympisk guldmedaljör i modern femkamp vid sommarspelen 1952 i Helsingfors.